# McLaren MP4-27
A McLaren MP4-27 egy Formula–1-es versenyautó, amit a McLaren tervezett a 2012-es idényre. Az autót Jenson Button és Lewis Hamilton vezette továbbra is a csapatnál. 2012. február 1-jén, a McLaren főhadiszállásán, Wokingban mutatták be, majd első alkalommal Jerez de la Fronterán vetették be élesben. Ez volt Lewis Hamilton utolsó autója, amit a csapatnál vezetett, miután a Mercedes GP pilótája lett a következő évtől.

## A szezon

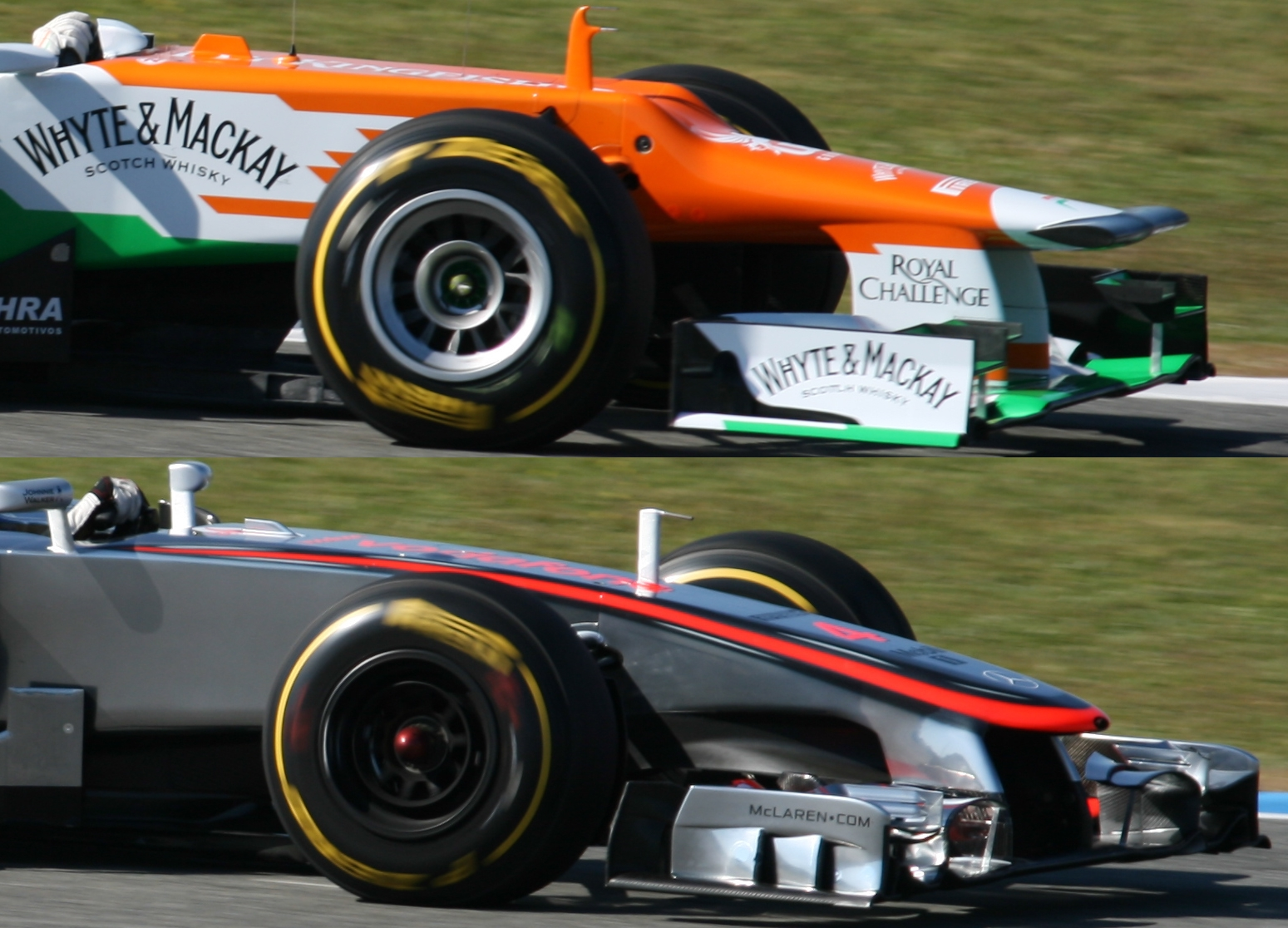
Az MP4-27 orr kialakításának (alul) összehasonlítása a Force India VJM05 (felül) autójával.

Az autó egyike volt annak a háromnak, melyen nem az abban az idényben az orrmagasság csökkentése miatt általánosnak mondható lépcsőzetes "kacsacsőr" volt látható. Helyette egy sokkal esztétikusabb, ívelten csökkenő orrot kapott.
Ami még fontosabb volt, az a teljesítmény: az előző három szezon nem alakult valami fényesen. Ilyen téren is ígéretes volt a kezdés, hiszen a szezonnyitó Ausztrál Nagydíjon McLaren-első sor volt. Button meg is nyerte a versenyt, annak ellenére, hogy a nyolcadik körtől kezdve üzemanyagtakarékos módon kellett vezetnie. Malajziában ismét övék volt az első sor, egyedül az eső húzta keresztül számításaikat. Kínában Nico Rosberg és a Mercedes győzött, viszont Hamilton, akinek három harmadik helyezése volt, átvette a vezetést világbajnoki összetettben.
A következő futamokon aztán versenyzői és technikai hibák hátráltatták őket, amely miatt mindkét pontversenyben megelőzte őket Sebastian Vettel és a Red Bull Racing. Monacótól kezdve egy kissé megemelt első szárnyat kezdtek el használni. Kanadában Hamilton győzött, így előállt az a furcsa helyzet a bajnokságban, hogy az első hét futamot hét különböző pilóta nyerte meg. Az ezt követő Európai és Brit Nagydíjakon katasztrofális teljesítményt nyújtottak, ezért fejlesztésekkel próbálkoztak. Hamilton 100. Formula–1-es versenyén, a Német Nagydíjon kiesett, hogy aztán a Magyar Nagydíjat megnyerje, mellesleg megszerezve a McLaren 150.pole pozícióját. Ezt követően azonban megsokasodtak a mechanikus problémák, így a bajnoki cím esélyéről is le kellett tenniük, sőt a konstruktőrök közt is csak harmadikok lettek - annak ellenére, hogy a szezon utolsó két versenyét is megnyerték.

## Eredmények
(Táblázat értelmezése)

(Félkövér: pole-pozícióból indult; dőlt: leggyorsabb kört futott) 

| Év   | Csapat                    | Motor              | Gumi | Versenyzők     | 1   | 2   | 3   | 4   | 5   | 6   | 7   | 8   | 9   | 10  | 11  | 12  | 13  | 14  | 15  | 16  | 17  | 18  | 19  | 20  | Pont | Helyezés |
| ---- | ------------------------- | ------------------ | ---- | -------------- | --- | --- | --- | --- | --- | --- | --- | --- | --- | --- | --- | --- | --- | --- | --- | --- | --- | --- | --- | --- | ---- | -------- |
| 2012 | Vodafone McLaren Mercedes | Mercedes FO108Z V8 | P    |                | AUS | MAL | CHN | BHR | ESP | MON | CAN | EUR | GBR | GER | HUN | BEL | ITA | SIN | JPN | KOR | IND | ABU | USA | BRA | 378  | 3.       |
| 2012 | Vodafone McLaren Mercedes | Mercedes FO108Z V8 | P    | Jenson Button  | 1   | 14  | 2   | 18† | 9   | 16† | 16  | 8   | 10  | 2   | 6   | 1   | Ki  | 2   | 4   | Ki  | 5   | 4   | 5   | 1   | 378  | 3.       |
| 2012 | Vodafone McLaren Mercedes | Mercedes FO108Z V8 | P    | Lewis Hamilton | 3   | 3   | 3   | 8   | 8   | 5   | 1   | 19† | 8   | Ki  | 1   | Ki  | 1   | Ki  | 5   | 10  | 4   | Ki  | 1   | Ki  | 378  | 3.       |

- † – Nem fejezte be a futamot, de rangsorolva lett, mert teljesítette a versenytáv 90%-át.